# Toby Alderweireld
Toby Albertine Maurits Alderweireld (nederländskt uttal: [ˈtɔ.bi ˌɑɫ.dər.ˈʋɪː.rəɫt]), född 2 mars 1989 i Antwerpen, är en belgisk fotbollsspelare (försvarare) som spelar för Royal Antwerp. Alderweireld spelar främst som mittback, men han kan även spela som högerback.
Alderweireld började sin professionella karriär i den holländska klubben Ajax där han vann ett flertal titlar, inklusive tre Eredivisie-titlar i rad. År 2013 flyttade han till Atlético Madrid, där han vann La Liga och nådde UEFA Champions League-finalen i sin första säsong.

## Klubbkarriär

### Ajax
Alderweireld flyttade till Ajax ungdomsakademi i augusti 2004 från Germinal Beerschot. Den 22 februari 2007 skrev han sitt första proffskontrakt, ett kontrakt som höll honom kontrakterad fram till 30 juni 2010. Han blev uppflyttad till a-laget till säsongen 2008-09 och gjorde sin debut den 18 januari 2009 i en 4-2–seger över NEC Nijmegen. Den 26 februari 2009 gjorde han debut i Europaspel under en 1-1–match mot Fiorentina i UEFA-cupen. Trots att han bara gjorde ett par framträdanden under säsongen fick han en kontraktsförlängning fram till 2014.
Under inledningen av säsongen 2009-10 etablerade sig Alderweireld i a-laget och startelvan. Han blev lagets förstaval som mittback tillsammans med den belgiska kollegan Jan Vertonghen efter att den tidigare kaptenen Thomas Vermaelen lämnat för Arsenal. Ajax nya tränare Martin Jol berömde de två försvararna och hade stort förtroende till duon efter en rad goda prestationer. Den 4 september 2009, i en match mot Heracles som slutade 3-0, gjorde han sitt första ligamål för klubben när han nickade in en hörna från Luis Suárez. Den 27 januari 2010 gjorde Alderweireld ett sent kvitteringsmål på övertid i en semifinal i KNVB Cup mot NEC Nijmegen. I slutet av säsongen 2009-10 blev Alderweireld utsedd till "Ajax Talent of the Year". Han försäkrade sig om en plats i Ajax historieböcker när han den 3 november 2011 gjorde klubbens 100:e mål i Champions League i en 2-1–förlust mot Auxerre.
Under säsongen 2010-11 gjorde han mål på ett distansskott från 23 meter i en Champions League-gruppmatch på San Siro mot AC Milan. Han följde upp det spektakulära målet med ett ännu mer imponerande mål från 29 meter mot Feyenoord i en 2-0–hemmaseger.
Alderweireld gjorde sin tredje raka Champions League-turnering under säsongen 2012-13 och vann även sin tredje raka Eredivisie-titel för Ajax efter att ha spelat som mittback för Ajax i alla tre mästerskap. Alderweireld gjorde tre mål den säsongen för Ajax, inklusive två mål mot PEC Zwolle och FC Twente, liksom ett mål i en 2-0–hemmaseger mot Steaua Bucureşti i Europa League. Med ett år kvar på sitt kontrakt öppnade Alderweireld för att inte förlänga sitt kontrakt med Ajax, och fick ådrog sig intresse från ett antal klubbar, där Bayer Leverkusen, Liverpool, Napoli och Norwich City nämndes som de mest angelägna om att kontraktera den unge försvararen.

### Atlético Madrid
Den 2 september 2013 anslöt Alderweireld till Atlético Madrid på ett fyraårigt avtal för en rapporterad övergångssumma om 7 miljoner euro. Han spelade 12 matcher för Atlético som vann La Liga och gjorde sitt enda mål den 11 maj 2014 i en 1-1–match hemma mot Málaga CF i den näst sista omgången, ett mål som höll kvar laget i titelracet.
Alderweireld spelade de sista sju minuterna samt övetid i Champions League-finalen 2014 när han kom in i stället för Filipe Luís; laget ledde mot Madrid-rivalerna Real Madrid med 1-0 när han kom in på spelplanen men matchen slutade med förlust med 1-4 efter att Real Madrid gjort tre mål i förlängningen.

#### Utlåning till Southampton
Alderweireld lånades ut till Premier League-klubben Southampton den 1 september 2014 med en option för Southampton att göra övergången permanent i slutet av säsongen. Han gjorde sin debut i Southampton den 13 september 2014 där han hjälpte laget att hålla nollan i en match man vann med 4-0 mot Newcastle United. Den 26 december gjorde han sitt första mål för klubben och Southamptons tredje mål i en 3-1–bortaseger mot Crystal Palace genom att ha nickat in en hörna slagen av James Ward-Prowse.
Southampton hade en option på att köpa Alderweireld för 6,8 miljoner pund, men i juli 2015 upphävde Atlético klausulen genom att betala 1,5 miljoner pund för att istället sälja Alderweireld till högstbjudande. Därpå följande rapporter hävdade dock att Atletico hade underlåtit att använda sin "buy-out" i tid.

### Tottenham Hotspur
Den 8 juli 2015 anslöt Alderweireld till Tottenham Hotspur på ett femårigt avtal som löper fram till sommaren 2020 trots att Southampton hotade att vidta rättsliga åtgärder med anledning av övergången. Övergångssumman beräknas uppgå till 11,5 miljoner pund. I Tottenham återförenades han med sina tidigare Ajax-lagkamrater Christian Eriksen och Jan Vertonghen. Den 10 januari 2017 utsågs han till årets försvarare 2016 av BBC:s Match of the Day.
Den 20 december 2019 förlängde Alderweireld sitt kontrakt fram till sommaren 2023.

### Al-Duhail
Den 27 juli 2021 värvades Alderweireld av qatariska Al-Duhail.

### Royal Antwerp
Den 15 juli 2022 värvades Alderweireld av Royal Antwerp, där han skrev på ett treårskontrakt.

## Landslagskarriär

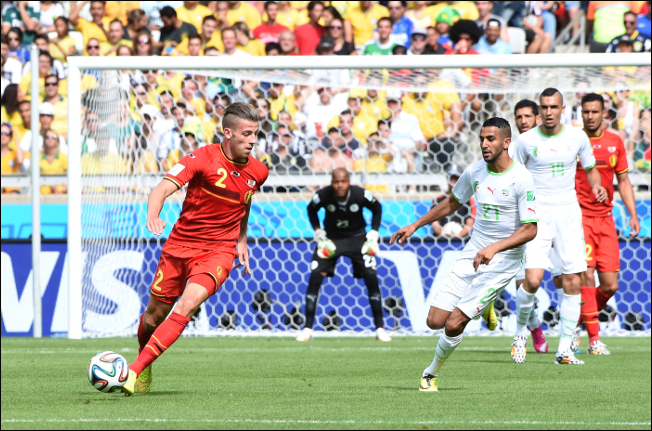
Alderweireld vid VM 2014 mot Algeriet

Alderweireld representerade Belgien för första gången på U17-nivå i oktober 2005 och deltog i U17-EM 2006. Efter Eredevise-säsongen 2008-09, gjorde han sin debut för det belgiska landslaget i en träningsturnering. Han togs ut i kvalmatcher till VM 2010, men hade inte så mycket speltid och satt mestadels på bänken. I oktober 2009 kom han in i halvlek istället för Daniel Van Buyten i en 2-0–förlust mot Estland.
Alderweireld kallades upp till den belgiska U21-truppen till kvalspelet till U21-EM 2011 mot Ukraina den 13 november 2009, en match som slutade 2-0 till Ukraina. Han spelade högerback EM-kvalmatchen mot Turkiet den 7 september 2010.
Den 13 maj 2014 togs Alderweireld ut i den belgiska truppen till VM 2014. Han var i Belgiens startelva i första matchen i turneringen, en 2-1–vinst mot Algeriet på Estadio Mineirão.

## Meriter
Ajax
- Eredivisie: 2010–11, 2011–12, 2012–13
- KNVB Cup: 2009–10
- Johan Cruijff Shield: 2013

Atlético Madrid
- La Liga: 2013–14
- UEFA Champions League: Finalförlust 2013–14

Al-Duhail
- Emir of Qatar Cup: 2022

Individuellt
- AFC Ajax Talent of the Year: 2010[32]
- AFC Ajax Club of 100: 2013[33]
- PFA Team of the Year: 2015–16
- UEFA Europa League Squad of the Season: 2015–16
- Årets spelare i Tottenham Hotspur: 2015–16